# Exogone sanmartini
Exogone sanmartini är en ringmaskart som beskrevs av Ruiz-Ramirez och Salazar-Vallejo 200. Exogone sanmartini ingår i släktet Exogone och familjen Syllidae. Inga underarter finns listade i Catalogue of Life.